# Kwas synapinowy
Kwas synapinowy, kwas synapowy – organiczny związek chemiczny, pochodna kwasu kumarowego z dwiema grupami metoksylowymi (−OCH
3) w pozycjach orto i meta. Układ podstawników pierścienia aromatycznego ma taki sam jak kwas syryngowy.

## Występowanie
Występuje w gorczycy (Sinapis), czartawie (Circaea), brokułach i innych roślinach.

## Potencjalne zastosowania medyczne
Stosowany w leczeniu stwardnienia rozsianego (SM).